# Kočchudžang
Kočchudžang (korejsky 고추장) je pikantní a ostré fermentované korejské koření. Tradičně bylo připravováno přirozeným zkvašením během let ve velkém venkovním hliněném hrnci, ale častěji na zvýšené kamenné plošině, zvané zangdokdae, někde na dvoře.